# Reinhold Münzenberg
Reinhold Münzenberg (Aquisgrana, 25 dicembre 1909 – Aquisgrana, 25 giugno 1986) è stato un dirigente sportivo, allenatore di calcio e calciatore tedesco, di ruolo difensore.

## Carriera

### Calciatore

#### Club
Münzenberg iniziò la carriera nell'Alemannia Aquisgrana, società che lascerà nel 1941. Durante la seconda guerra mondiale Münzenberg giocò nell'Eintracht Braunschweig, nel Werder Brema e nel LSV Amburgo.
Con gli amburghesi giunse a disputare la finale della Tschammerpokal 1943, persa contro gli austriaci del First Vienna.
Nel 1945 Münzenberg ritorna all'Alemannia Aachen, società con cui giocherà sino al 1951, anno in cui si ritirò dall'attività agonistica.

#### Nazionale
Münzenberg ha vestito per quarantuno volte la maglia della nazionale di calcio della Germania.

### Allenatore
Dall'agosto 1934 al giugno 1936 divenne allenatore-giocatore dell'Alemannia Aachen.
Ritornò a coprire il ruolo di allenatore-giocatore dell'Alemannia Aachen dall'agosto 1945 sino al 1947.
Dal febbraio al maggio 1949 fece parte di una commissione tecnica che guidò l'Alemannia Aachen, formata, oltre che da Münzenberg, da Joseph Gruber, Walter Goffart e Willi Kölling.
Tra il febbraio ed il marzo 1950 guidò nuovamente la squadra insieme a Willi Kölling.

### Dirigente sportivo
Münzenberg ricoprì l'incarico di presidente dell'Alemannia Aachen dal 1974 al 1976.